# Canton de Remire-Montjoly
Le canton de Remire-Montjoly est une ancienne division administrative française, située dans le département de la Guyane, dans l'arrondissement de Cayenne.

## Présentation
| Nom                         | Code Insee | Intercommunalité      | Superficie (km2) | Population (dernière pop. légale) | Densité (hab./km2) |
| --------------------------- | ---------- | --------------------- | ---------------- | --------------------------------- | ------------------ |
| Remire-Montjoly (chef-lieu) | 97309      | CA du Centre Littoral | 46,11            | 21 787 (2014)                     | 473                |

## Administration
| Période | Période | Identité                      | Étiquette | Qualité                                                                                              |
| ------- | ------- | ----------------------------- | --------- | --- |
| 1951    | 1964    | Saint-Ange Methon             |           | Maire de Rémire (1954-1965)                                                                          |
| 1964    | 1982    | Jacques Lony                  | PSG       | Président du Conseil régional (1980-1982)                                                            |
| 1982    | 1985    | Étienne-Yves Barrat           | PSG       | Avocat au barreau de Cayenne                                                                         |
| 1985    | 2011    | Joseph Ho Ten You (1942-2014) | DVG       | Chirurgien-dentiste Conseiller municipal de Rémire-Montjoly Président du Conseil Général (2001-2004) |
| 2011    | 2015    | Claude Plénet                 | DVG       | Conseiller municipal de Rémire-Montjoly                                                              |